# نيكولاس شحادة
السير نيكولاس شحادة (بالإنجليزية: Sir Nicholas Michael Shehadie)‏ (مواليد 1926) هو أسترالي من أصل لبناني ورئيس مدينة سيدني ما بين عامي 1973 و1975 وكابتن فريق
ركبي أسترالي. وهو مجند في قاعة الشرف التابعة لإتحاد الركبي الأسترالي وقاعة الشهرة في مجلس الركبي العالمي. وفي عام 1985، جند كأحد مشاهير الرياضة الأسترالية.

## أصله
كان جده لوالد، نيكولاس، كاهنا في الكنيسة الأرثوذكسية فب لبنان وهاجر إلى أستراليا عام 1910 وأصبح رأس الكنيسة في أستراليا ونيوزيلندة. بقي والد نيكولاس في لبنان بسبب الحرب العالمية الأولى ثم حصل على منحة للدرراسة في كييف. في العشرينات من القرن العشؤين، قرر والده، مايكل، الهجرة إلى أستراليا حيث عمل كصيدلي وصاحب متجر. ثم أصبح رأس الكنيسة الأرثوذكسية في أستراليا بعد وفاة والده، عام 1934.
ولد السير نيكولاس في مدينة كووكي في نيو ساوث ويلز وعاش في ردفير، إحدى أحياء سيدني. تزوج عام 1957 من ماري بشير وله ثلاث أولاد وستة أحفاد.

## روابط خارجية
- نيكولاس شحادة عل موقع إسبنسكروم (الإنجليزية)
- نيكولاس شحادة على موقع قاعة أستراليا للمشاهير الرياضية (الإنجليزية)